# Corporate flesh party
Corporate Flesh Party – debiutancki album brytyjskiego zespołu My Passion, wyprodukowany przez Johna Mitchella i wydany dla wytwórni Macot Records.

## Lista utworów
1. "Crazy & Me" (L. Rene, J. Gaskin, K. Renney) – 3:55
2. "Play Dirty" (L. Rene, J. Gaskin, K. Renney) – 3:36
3. "Day of the Bees" (J. Gaskin, K. Renney) – 4:00
4. "Never Everland" (J. Gaskin, K. Renney) – 3:09
5. "Winter for Lovers" (J. Gaskin, K. Renney) – 4:54
6. "Hot in the Dolls House" (L. Rene, J. Gaskin, K. Renney) – 4:15
7. "After Calais" (L. Rene, J. Gaskin, K. Renney) – 2:06
8. "Thanks for Nothing" (L. Rene, J. Gaskin, K. Renney) – 3:50
9. "The Fabulous Blood Disco" (L. Rene, K. Renney) – 4:15
10. "Plastic Flesh Garden" (L. Rene, J. Gaskin, K. Renney) – 4:24
11. "Vultures Are People Too" (L. Rene, J. Gaskin, K. Renney) – 4:15